# Вијена Бенд (Луизијана)
Вијена Бенд (енгл. Vienna Bend) насељено је место без административног статуса у америчкој савезној држави Луизијана.

## Демографија
По попису из 2010. године број становника је 1.251.
| Група             | 2000.    | 2010.       |
| Белци             | 0 (0,0%) | 582 (46,5%) |
| Афроамериканци    | 0 (0,0%) | 582 (46,5%) |
| Азијати           | 0 (0,0%) | 4 (0,3%)    |
| Хиспаноамериканци | 0 (0,0%) | 20 (1,6%)   |
| Укупно            | 0        | 1.251       |